# Ignalina
För andra betydelser, se Ignalina (olika betydelser).
Ignalina (polska Ignalino) är en stad i nordöstra Litauen med 6 307 invånare (år 2005). Staden är huvudort i Ignalina distrikt. Ignalina växte fram invid järnvägen mellan Warszawa och Sankt Petersburg på 1800-talet. Namnet kommer av kärleksparet Ignas och Lina i litauiska folksagor. Kärnkraftverket Ignalina ligger 45 kilometer nordöst om staden.